# Vergèze
Vergèze is een gemeente in het Franse departement Gard (regio Occitanie). De plaats maakt deel uit van het arrondissement Nîmes. Vergèze telde op 1 januari 2022 5.778 inwoners.
Op het grondgebied van de gemeente is de bron van Perrier mineraalwater gelegen.

## Geografie
De oppervlakte van Vergèze bedroeg op 1 januari 2022 10,16 vierkante kilometer; de bevolkingsdichtheid was toen 568,7 inwoners per km².

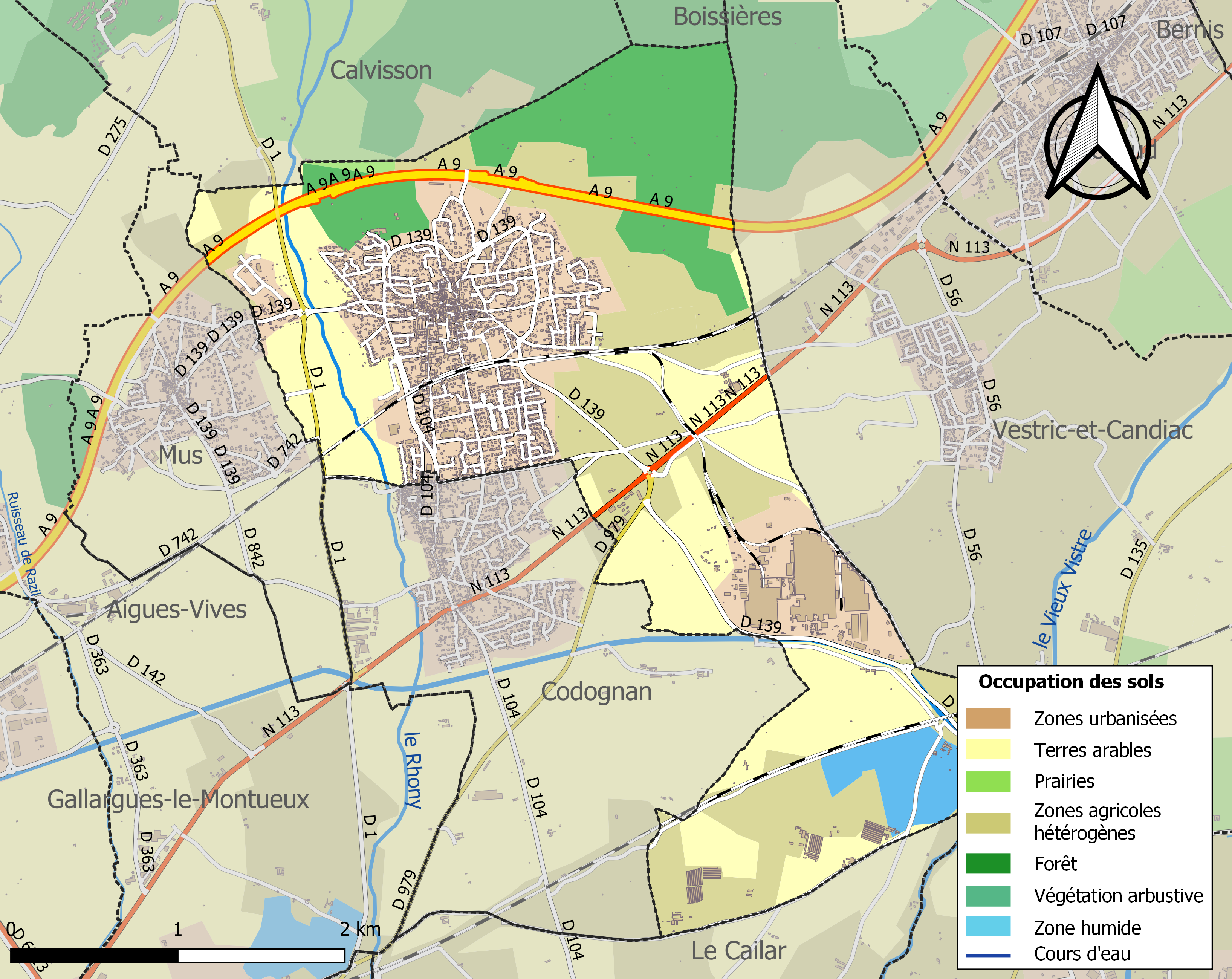
Kaart van de gemeente met belangrijkste infrastructuur, bodemgebruik en omliggende gemeenten

## Verkeer
In de gemeente ligt het spoorwegstation Vergèze - Codognan.

## Demografie
Onderstaande figuur toont het verloop van het inwonertal (bron: INSEE-tellingen).

## Perrier
Perrier is een merk voor mineraalwater afkomstig uit een bron in het dorpje Vergèze. 